# Помпа (судовая)

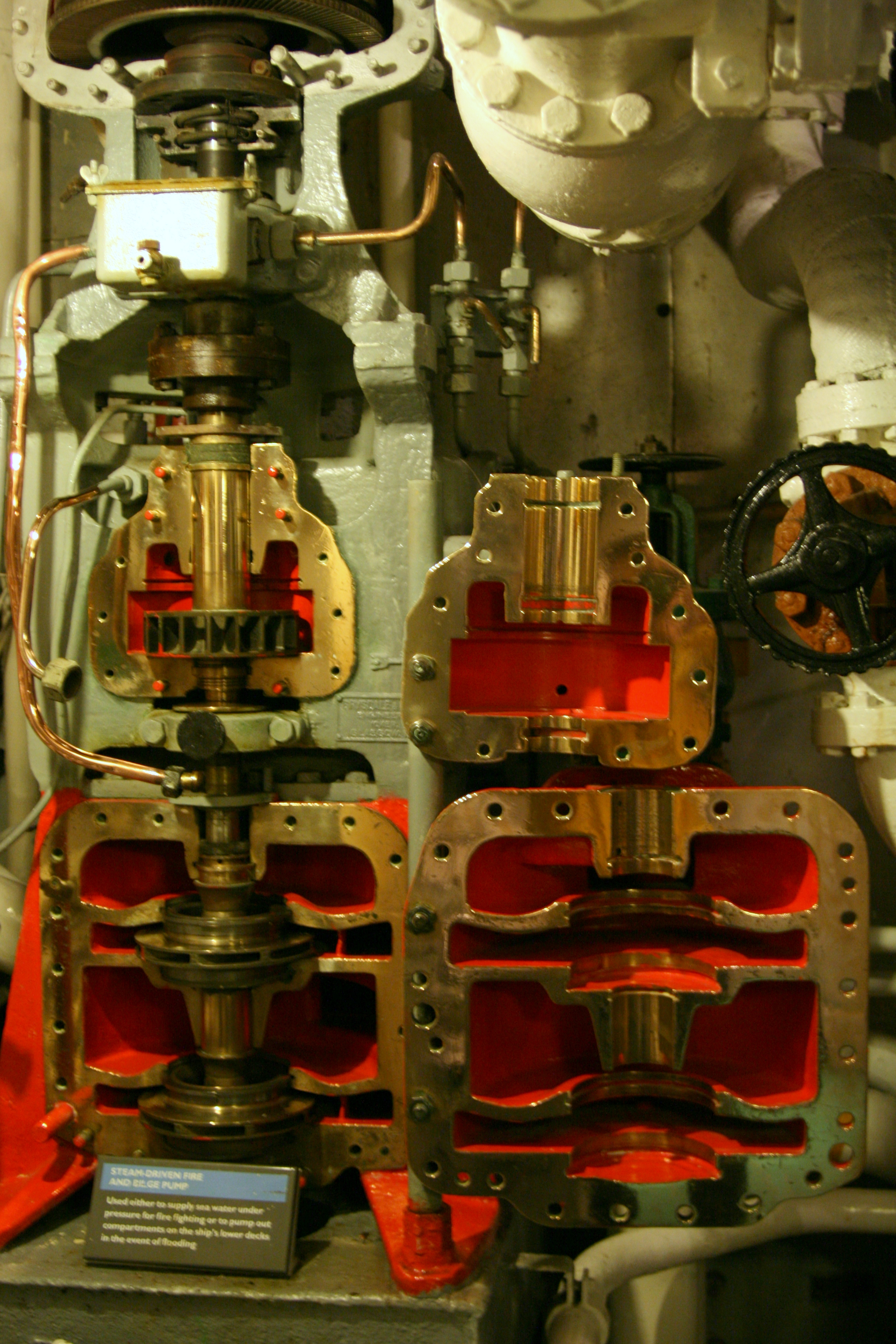
Водоотливная помпа (электрическая) в разрезе

Помпа (судовая) — корабельное (судовое) название нагнетательного насоса поршневого или лопастного типа. Входят в состав соответствующих корабельных (судовых) систем.
По назначению помпы бывают:
- водяные
  - водоотливные
  - осушительные
- пожарные
- масляные
- водолазные (для подачи воздуха водолазу),

и другие.
Наиболее распространены водяные помпы всех типов. Исторически водоотливные помпы были первыми, примененными на судах. В типичном случае они устанавливались стационарно, и имели забор в самой низкой части трюма, в льяле. С их помощью вода поднималась до палуб, находящихся выше ватерлинии, откуда через шпигаты самотеком сбрасывалась за борт. Позже появились развитые водяные системы, позволяющие принудительно перекачивать воду по трубопроводам к месту назначения. Тот же принцип распространился на другие жидкие грузы.
По приводу:
- ручные
- механические, в свою очередь делятся на:
  - электрические
  - бензиновые
  - исторически были также паровые помпы

По типу рабочего органа (принципу действия):
- поршневые
- центробежные
- лопастные
- винтовые
- зубчатые
- струйные

исторически были и другие типы помп.

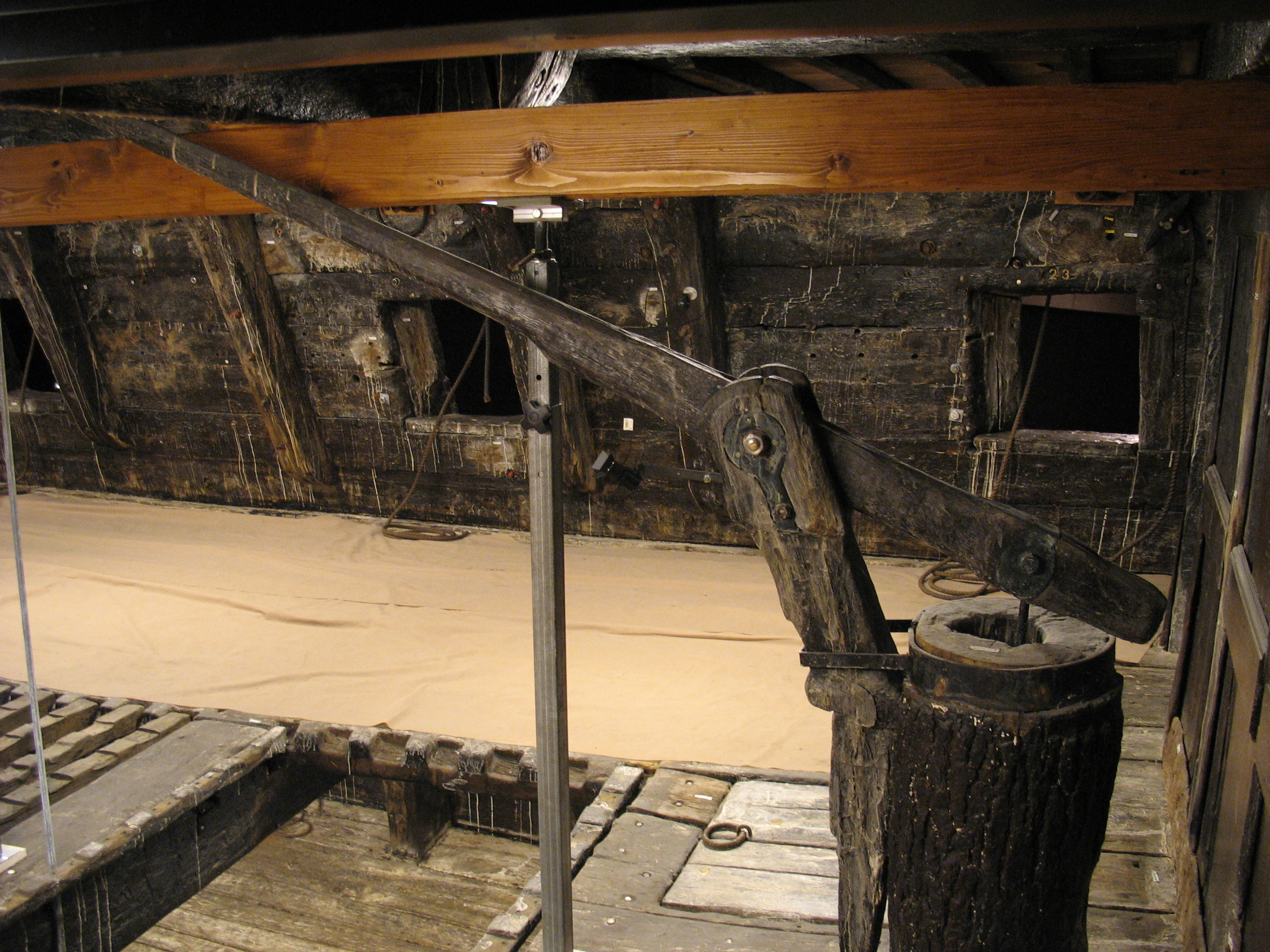
Коромысловая помпа на деревянном паруснике (ручная)
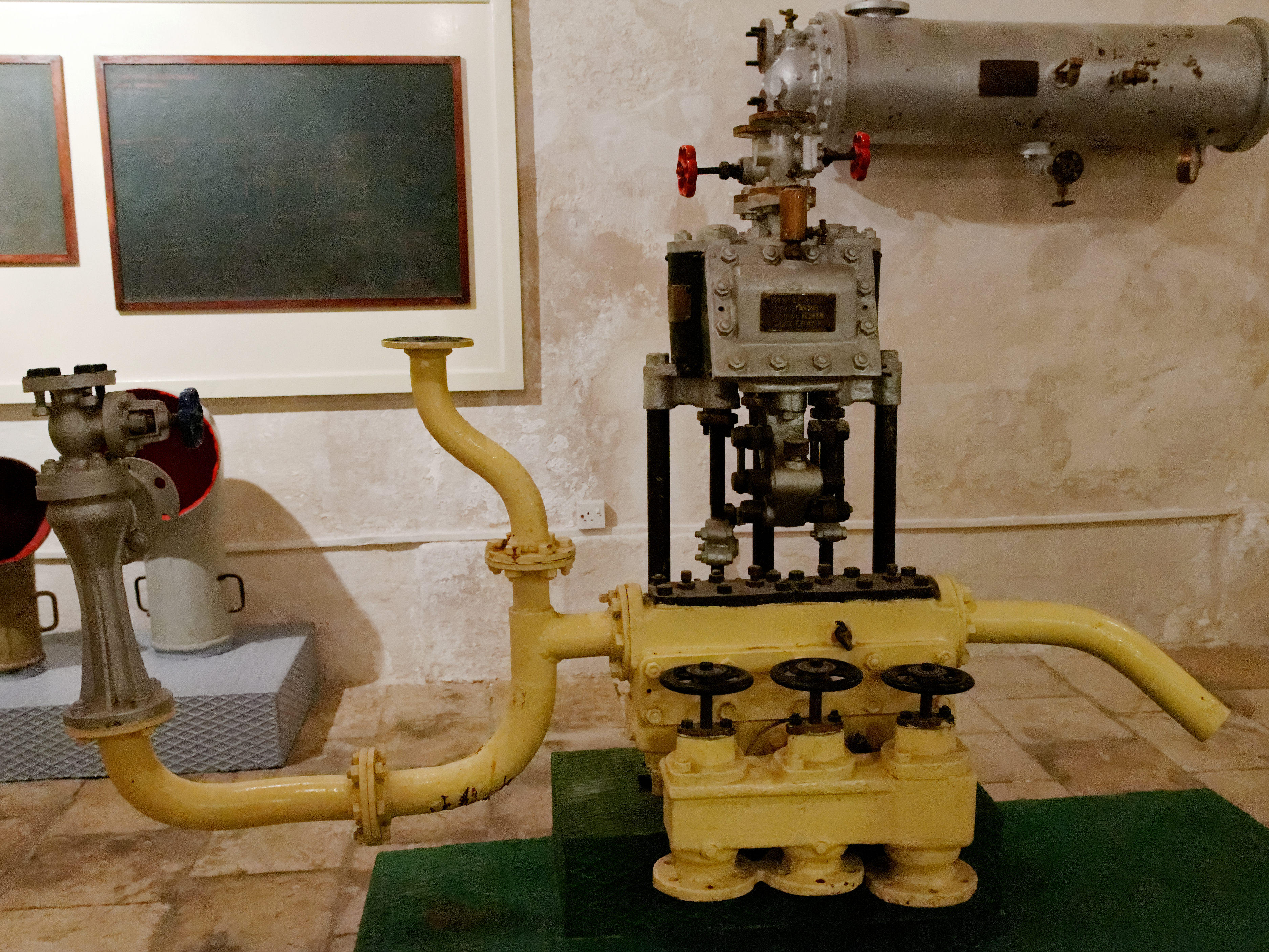
Осушительная помпа (электрическая)
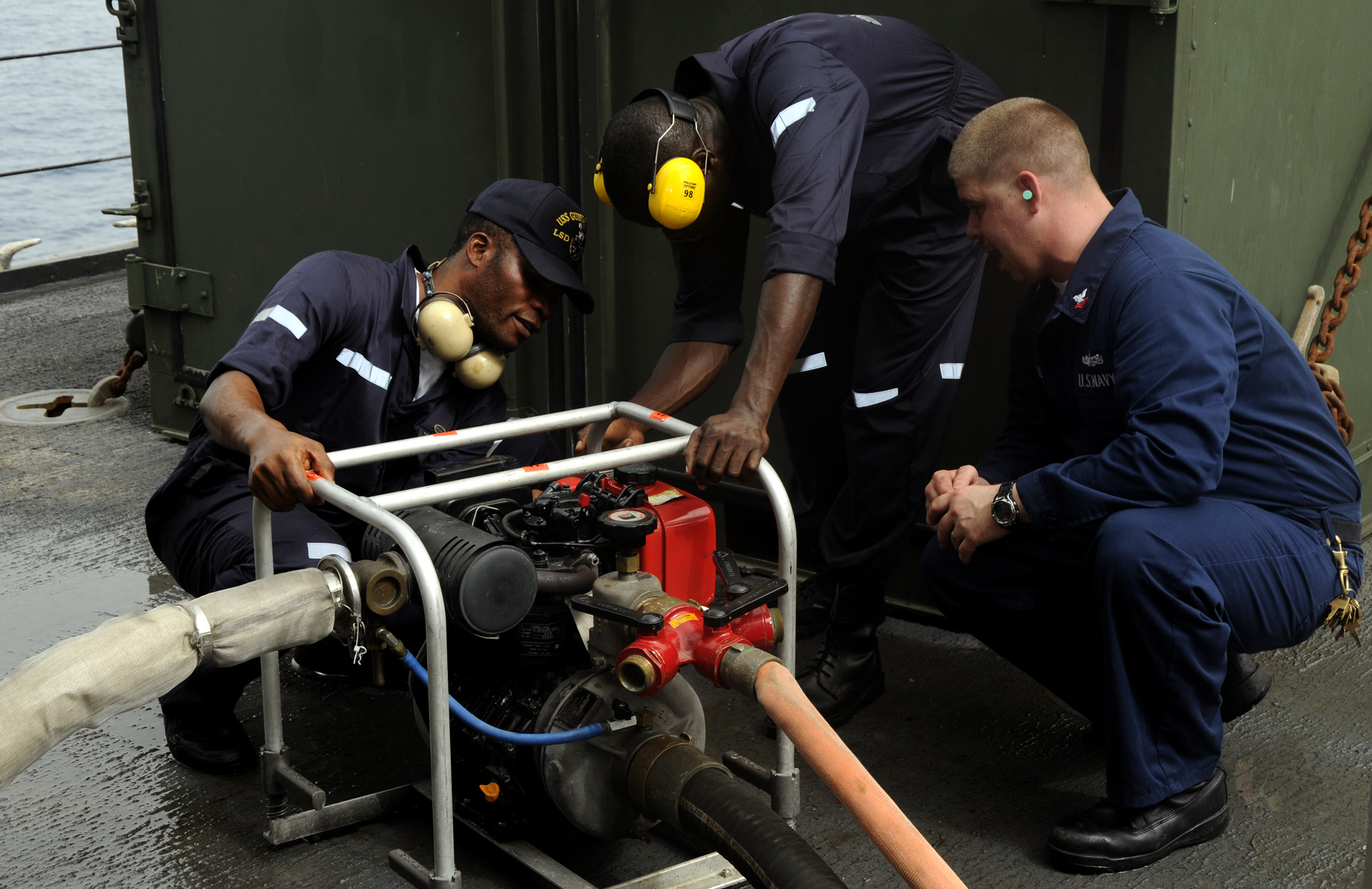
Переносная пожарная помпа (электрическая)
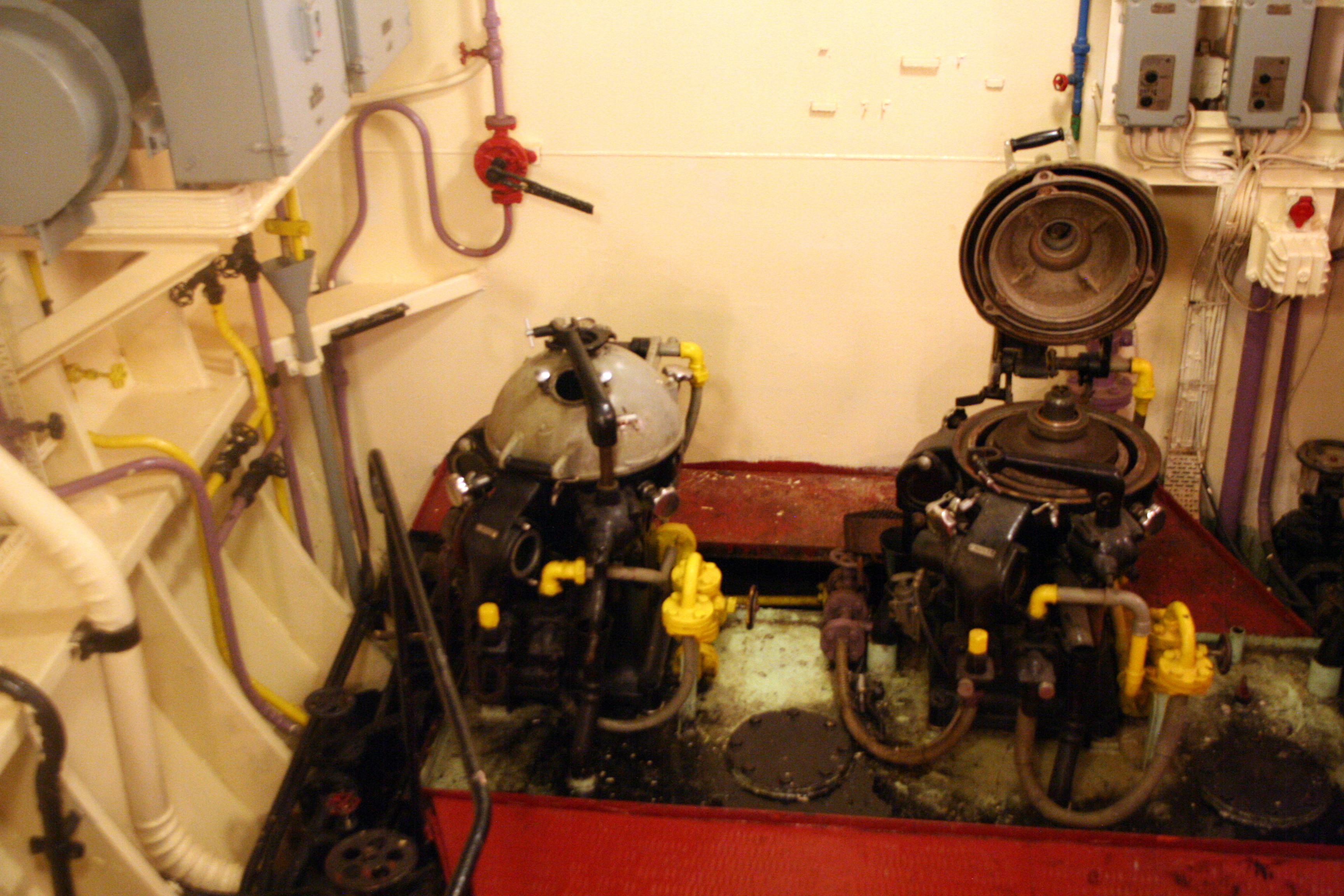
Центробежный сепаратор топлива
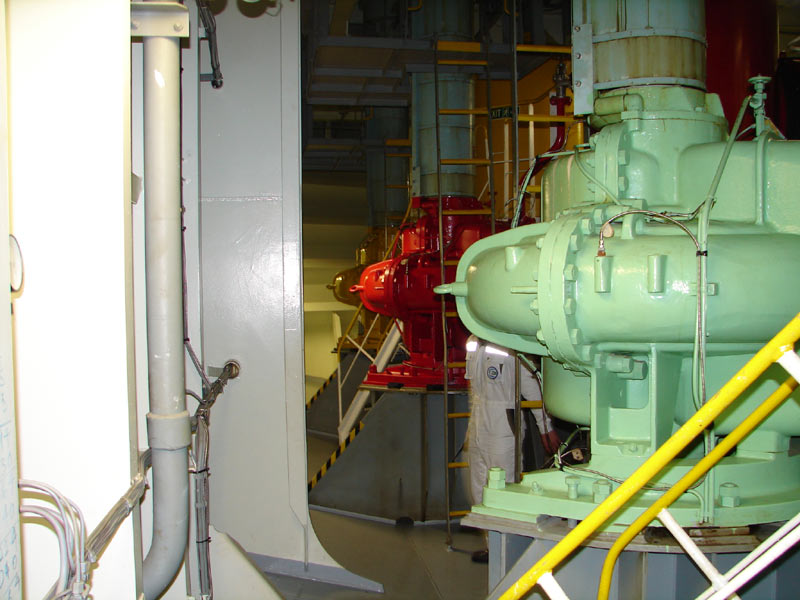
Грузовая (нефтяная) помпа танкера
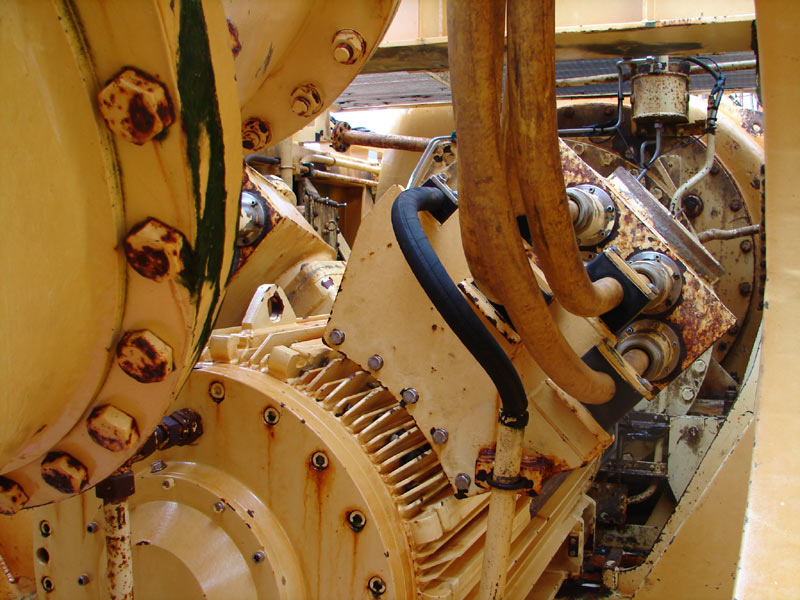
Помпа земснаряда, для перекачивания пульпы
Принцип действия зубчатой помпы
Принцип действия винтовой помпы